# Brødeskov Station
Brødeskov Station er en dansk jernbanestation ved Nørre Herlev. Den blev åbnet i 1950 i forbindelse med Frederiksværkbanens nye linjeføring.
Region Hovedstaden besluttede i 2019 at flytte stationen, der ligger noget øst for Nørre Herlev til vest for og tættere på byen. Flytningen blev oprindeligt estimeret til at ville koste 6,9 mio.kr. Pga. ny lokalplan og krav om anlæg af parkeringspladser samt ikke mindst større geotekniske udfordringer end ventet, blev de samlede udgifter i 2025 nu estimeret til 31,9 mio.kr. Samtidig var passagertallet faldet bl.a. som følge af åbningen af den nærliggende Favrholm station i december 2023. Regionsrådet besluttede derfor på sit møde 11. marts 2025 at stoppe arbejdet med at flytte stationen.